# カルシュヤカSK
カルシュヤカ・スポル・クリュビュ（トルコ語: Karşıyaka Spor Kulübü）は、トルコのイズミルをホームタウンとするスポーツクラブ。サッカー、バスケットボール、バレーボール、テニス、セーリング、ボウリング、ビリヤード、モータースポーツ、競泳部門から成る。本稿では特に記述がない場合、サッカークラブについて述べる。

## 歴史
カルシュヤカSKは1912年11月1日に創設された。

## 歴代所属選手

### 男子サッカー
- ユースフ・フォファナ 1995
- ギンタラス・スタウチェ 1995-1996
- オヌル・クヴラク 2004-2008
- オルジャン・アディン 2007-2008
- ロニエリ・ゴメス・ドス・サントス 2010-2011
- アリザ・マククラ 2012-2013
- ケレム・ブラット 2013-2014

### 男子バスケットボール
- ゲイリー・ニール 2007-2008
- フルカン・アルデミル 2007-2011
- アンドレ・スミス 2009-2011
- エステバン・バティスタ 2013-2014
- ジェワッド・ウィリアムズ 2014
- トーマス・アバクロンビー 2016
- アマット・ウンバイ 2019-2022
- マイケル・ロール 2021-2022
- ブライアン・アンゴラ 2022-2023
- ミンダウガス・クズミンスカス 2022-2023
- ダラン・ヒリアード 2023-
- バーノン・キャリーJr 2023-

### 女子バレーボール
- バハル・トクソイ 2002-2004
- ネリマン・オズソイ 2006-2007
- ペリン・チェリック 2008-2009
- バレスカ・メネセス 2008-2009